# Древин, Дмитрий Николаевич
Древин Дмитрий Николаевич (р. 10 января 1982, Чебоксары) — российский спортсмен, мастер спорта (1998), мастер спорта России международного класса (2000) по спортивной гимнастике, заслуженный мастер спорта Российской Федерации (2000). Бронзовый призёр 27-х летних Олимпийских игр (2000) по спортивной гимнастике в командном зачете в составе команды России.

## Биография
Воспитанник Республиканской специализированной ДЮСШ олимпийского резерва по спортивной гимнастике. Учился в Чебоксарах, окончил Екатеринбургское среднее специальное училище олимпийского резерва. ПРоходил спортивную подготовку у заслуженного тренера РСФСР П.А. Китайского.
Чемпион Чувашии, России (2003) в соревнованиях на перекладине. Чемпион и призёр в многоборье Всемирных юношеских игр (1998), победитель первенства Европы (2000) в командном зачете среди молодежи.
В 2014 году стал руководителем Управления по делам молодежи и спорту города Зеленодольск Республики Татарстан.

## Семья
Жена — серебряный призер Олимпийских игр — Колесникова, Анастасия Николаевна.

## Награды
- Медаль ордена "За заслуги перед Отечеством" II степени  — за большой вклад в развитие физической культуры и спорта, высокие спортивные достижения на Играх XXVII Олимпиады 2000 года в Сиднее[2]